# Antoine Raugel
Antoine Raugel (né le 14 février 1999 à Strasbourg) est un coureur cycliste français, membre de l'équipe AG2R Citroën jusqu'en 2023.

## Biographie
Antoine Raugel est né le 14 février 1999 à Strasbourg, d'un père éducateur et d'une mère secrétaire. Il commence le cyclisme à l'âge de huit ans (2e année poussins) au Vélo Club d'Eckwersheim.
En 2016, il se classe cinquième du championnat d'Europe de cyclo-cross juniors (moins de 19 ans). En 2017, il est sacré champion de France sur route juniors. Il également remporte le classement par points des Trois Jours d'Axel et du  Sint-Martinusprijs Kontich (quatrième du classement général). Au mois de septembre, il représente la France aux championnats du monde de Bergen, où il prend la 16e place de la course en ligne juniors. 
Lors de ses trois premières saisons espoirs (moins de 23 ans), il court au Chambéry CF, centre de formation de l'équipe AG2R La Mondiale. Durant cette période, il s'illustre principalement dans le calendrier amateurs français. Il se classe par ailleurs dixième de Paris-Roubaix espoirs en 2018. Fin 2020, il devient stagiaire chez AG2R La Mondiale. Il n'est toutefois pas recruté par cette formation. Antoine Raugel décide alors de rejoindre l'équipe continentale Groupama-FDJ en 2021. Il y retrouve notamment son ancien entraîneur Nicolas Boisson. Sous ses nouvelles couleurs, il termine troisième de Paris-Troyes et cinquième du Giro del Belvedere. 
Il est finalement engagé par l'équipe AG2R Citroën en 2022, avec laquelle il signe un contrat de deux ans. En début de saison, un test positif au SARS-CoV-2 l'amène à renoncer à participer au Tour de La Provence. Il est sélectionné pour le Tour d'Espagne en remplacement de Dorian Godon, contraint d'y renoncer en raison d'un test positif au SARS-CoV-2.
Sa reprise des compétitions en 2023 est retardée en raison d'une endofibrose d'une artère iliaque traitée par chirurgie au début du mois de janvier.

## Palmarès sur route

### Par année
- 2016
  - 2e du Signal d'Écouves
- 2017
  -  Champion de France sur route juniors
  - Tour de la Vallée de la Trambouze
  - 2e de la Route d'Éole
  - 2e du championnat de France du contre-la-montre juniors
  - 2e du Chrono des Nations juniors
  - 3e du Grand Prix du Faucigny
- 2018
  - 3e de la Boucle du Pays de Tronçais
- 2019
  - Grand Prix Guilloteau
- 2020
  - Circuit des Quatre Cantons
  - Maggioni Classique Châtillon-Dijon
  - 2e du Critérium d’Eckwersheim
- 2021
  - 3e de Paris-Troyes
- 2024
  - Großer Silberpilspreis
- 2025
  - Nocturne de Mâcon
  - 2e du Grand Prix des Carreleurs
  - 2e du Prix de Saint-Amour
  - 3e d'Annemasse-Bellegarde et retour
  - 3e du Grand Prix de Vougy
  - 3e du Tour de la Province de Bielle
  - 3e du Circuit de Saône-et-Loire

### Résultats sur les grands tours

#### Tour d'Espagne
1 participation
- 2022 : 115e

### Classements mondiaux
| Année                                 | 2018  | 2019  | 2020 | 2021  | 2022  | 2023  | 2024  |
| ------------------------------------- | ----- | ----- | ---- | ----- | ----- | ----- | ----- |
| Classement mondial                    | 3021e | 3131e | nc   | 1015e | 1717e | 1838e | 3086e |
| UCI Europe Tour                       | 2011e | 1926e | nc   | 754e  | 1125e | nc    | nc    |
|                                       |       |       |      |       |       |       |       |
| Légende : nc = non classéSource : UCI |       |       |      |       |       |       |       |

## Palmarès en cyclo-cross
- 2016-2017
  - 5e du championnat d'Europe de cyclo-cross juniors